# Flufenazyna
Flufenazyna (łac. Fluphenazinum) – organiczny związek chemiczny, lek psychotropowy z grupy neuroleptyków. Należy do grupy piperazynowych pochodnych fenotiazyny.
Lek przeciwpsychotyczny. Działa na wybrane ośrodki w mózgu, blokuje receptory dopaminergiczne D1 oraz D2. Biologiczny okres półtrwania wynosi 14–33 godziny.
Wykazuje działanie stymulujące w atymicznych formach schizofrenii, także w stanach osłupieniowych różnej etiologii..  Wykazuje silne działanie antywytwórcze, antyautystyczne, aktywizujące. Wykazuje podczas stosowania umiarkowane ryzyko objawów niepożądanych ze strony układu pozapiramidowego, niewielkie ze strony układu wegetatywnego.

## Wskazania
- schizofrenia, szczególnie z obniżonym napędem
- psychozy starcze
- stany psychotyczne z osłupieniem.

## Przeciwwskazania
- nadwrażliwość na lek
- jaskra
- niska liczba białych krwinek
- niedokrwistość
- choroby szpiku kostnego
- zaburzenia funkcji wątroby lub nerek
- ostre stany depresyjne
- śpiączka

## Działania niepożądane
- niepokój
- zaburzenia koncentracji
- zaburzenia menstruacji
- zwiększenie masy ciała
- bóle głowy
- depresje
- objawy polekowego zespołu Parkinsona
- niedociśnienie tętnicze i ortostatyczne
- zaburzenia rytmu serca
- u mężczyzn impotencja

## Preparaty w Polsce
Dawniej w Polsce były zarejestrowane preparaty:
- Mirenil draż. 0,00025 g x 60 szt. ; 0,001 g x 60 szt. oraz ampułki do iniekcji 0,001 g / ml x 10 amp. a 1 ml (zawierające dwuchlorowodorek flufenazyny)

- Mirenil prolongatum ampułki do iniekcji o przedłużonym uwalnianiu 0,025 g / ml x 5 amp. a 1 ml (zawierające heksanian flufenazyny)

Preparaty Mirenil były produkowane przez ówczesne Jeleniogórskie Zakłady Farmaceutyczne Polfa (obecną Jelfę). Produkcja krajowa drażetek została zakończona w 2004 roku.
Obecnie w Polsce nie jest zarejestrowany żaden preparat flufenazyny.

## Preparaty dostępne na świecie
- Apo-Flufenazine tabl. 0,001 g; 0,002 g; 0,005 g / Apotex Kanada
- Lyogen tabl. 0,001 g / Lundbeck GmbH / Niemcy

## Dawkowanie
Dawkę i częstotliwość stosowania leku ustala lekarz w zależności od stanu chorego. Zwykle u osób dorosłych 2,5–5 mg 3 razy na dobę, następnie dawkę należy stopniowo zwiększać do optymalnej dawki terapeutycznej wynoszącej 10–20 mg.